# Académie des arts de Vilnius

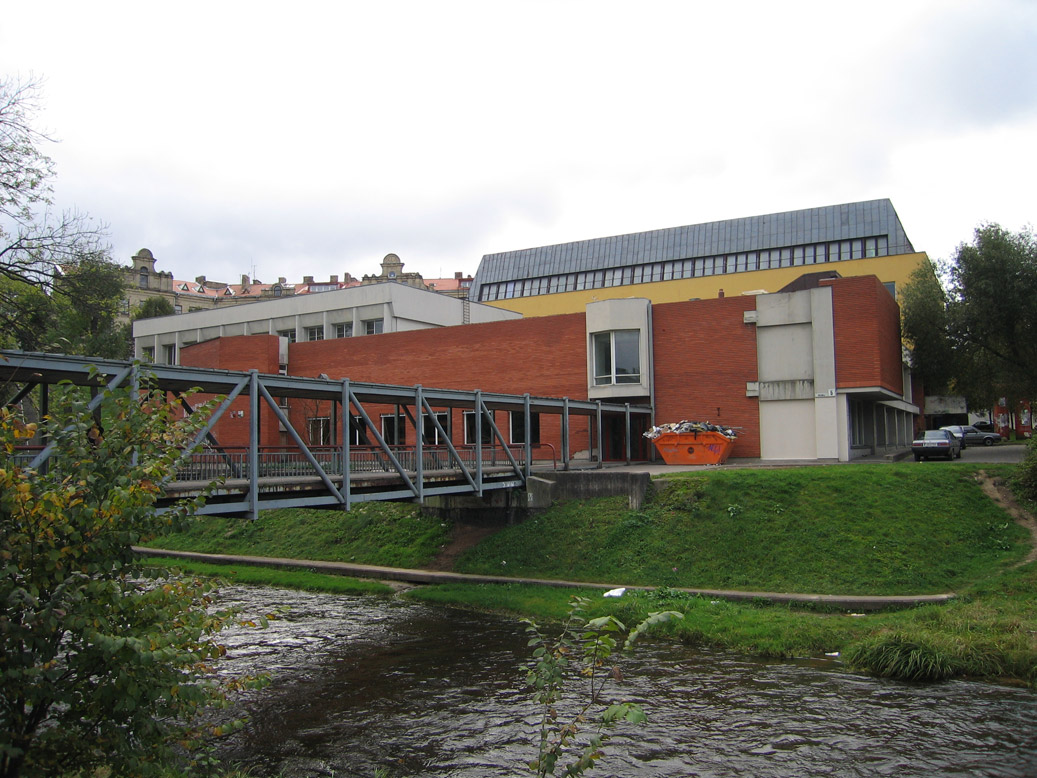
Le bâtiment principal, le long de la Vilnia à Užupis

L'Académie des arts de Vilnius (lituanien : Vilniaus dailės akademija, anciennement Institut national de l'art de Lituanie) est une école d'art lituanienne.

## Histoire
Fondée en 1793 en tant que département d'architecture de l'université de Vilnius, l'école fonctionna jusqu'à la fermeture de l'université par le gouvernement du tsar en 1832. Ce cycle est connu sous le nom de Vilniaus meno mokyla.
L'établissement ouvrit de nouveau ses portes en 1919 avant d'être transféré à Kaunas de 1922 à 1940. Il fut fermé durant l'occupation nazie et rouvrit en 1944, fusionnant avec l'Institut d'Art de Kaunas et devenant l'Institut national de l'art de la République socialiste soviétique de Lituanie. Ce n'est qu'en 1990 qu'elle prit son nom d'Académie des arts de Vilnius.

## Structure
L'Académie des arts de Vilnius comprend : 
- Faculté de Vilnius (BA et MA) : départements d'architecture ; d'histoire, de théorie et de critique de l'art ; stylisme ; dessin ; design ; dessin graphique ; graphisme ; décoration d'intérieur ; restauration ; art monumental et scénographie ; peinture ; photographie et médias ; sculpture ; textile ; politique et management culturel UNESCO.
- Cycle postgrade : départements d'architecture ; d'histoire, de théorie et de critique de l'art ; stylisme ; dessin ; design ; dessin graphique ; graphisme ; décoration d'intérieur ; restauration ; art monumental et scénographie ; peinture ; photographie et médias ; sculpture ; textile ; politique et management culturel UNESCO.
- Faculté de Kaunas : architecture ; design ; graphisme ; céramique ; verre ; textile ; arts visuels ; sculpture ; peinture ; dessin
- Département de Klaipėda : design visuel ; initiation à l'art
- Faculté de Telšiai : design ; métal et plastique ; initiation à l'art et à la théorie de l'art

L'Académie comprend aussi un musée qui regroupe 12 000 œuvres environ.

## Chiffres
Nombres d'étudiants pour l'année 2010-2011 : 
- BA : 1602
- MA : 294
- PhD :20
- PHD Post-Graduate : 4
- Post-Graduate of Arts : 8
- Total : 1 928

## Anciens étudiants
- Gintaras Karosas
- Michel Kikoine  (1892-1968), élève à partir de 1912
- Pinchus Krémègne
- Herkus Kunčius
- Chaïm Soutine

## Source de la traduction
- (en) Cet article est partiellement ou en totalité issu de l’article de Wikipédia en anglais intitulé « Vilnius Academy of Arts » (voir la liste des auteurs).